# 千秋直美
千秋直美（日语： Chiaki Naomi，1947年9月17日—），是一位活躍於20世纪60年代末至90年代初的日本歌手和女演员。
千秋直美在1969年以歌手身份出道，并在第二年发布了她的单曲《四個願望》，後來又于1972年发行歌曲《喝采》并获得成功，最终获得了日本唱片大獎。截至1973年2月，《喝采》的销量超过一百万张，該歌曲還因此被授予金唱片。
1978年与演员郷鍈治结婚后，千秋直美的事業時斷時續，1992年左右，郷鍈治死于肺癌，之后千秋直美从日本娱乐界隱退。